# Xavier Florencio

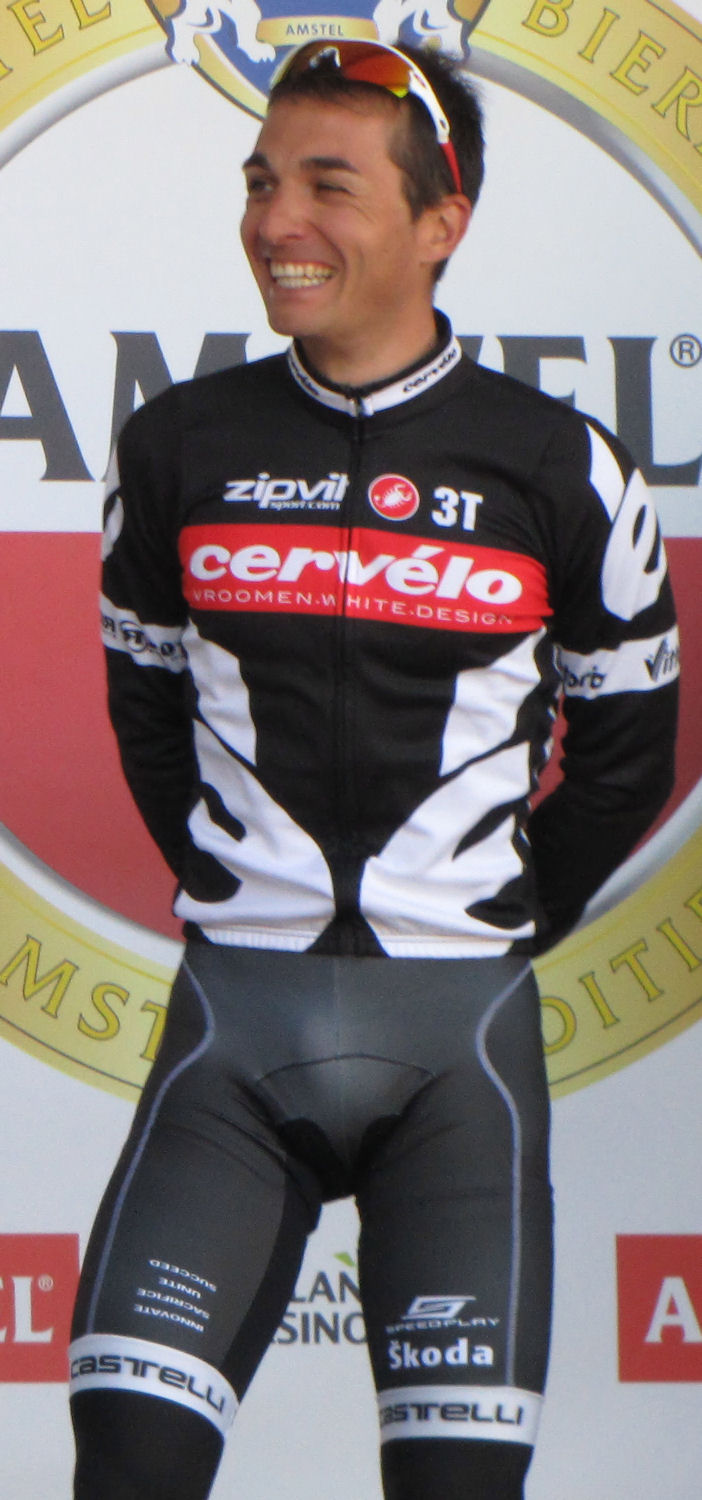
Xavier Florencio (2010)

Xavier Florencio Cabré (* 26. Dezember 1979 in Mont-roig del Camp, Provinz Tarragona) ist ein ehemaliger spanischer Radrennfahrer.
Florencio begann mit dem Straßenradsport 1994, im Alter von 14 Jahren. Im Jahr 2001 unterzeichnete er bei der spanischen ONCE-Mannschaft seinen ersten Vertrag. Dort fuhr er bis Ende der Saison 2003 und wechselte dann für zwei Jahre Relax-GAM Fuenlabrada. Ab 2006 stand der Spanier bei Bouygues Télécom unter Vertrag. Neben der spanischen Juniorenmeisterschaft im Straßenrennen 1996 siegte er im Elitebereich 2002 auf der achten Etappe der Tour de l’Avenir. Den größten Erfolg seiner Karriere feierte er in der Saison 2006, als er überraschend das spanische Eintagesrennen Clásica San Sebastián, das Teil der UCI ProTour ist, gewann.
Ende der Saison 2013 beendete er seine Karriere als Berufsradfahrer.

## Erfolge
1996
- Spanischer Juniorenmeister im Straßenrennen

2002
- eine Etappe Tour de l’Avenir

2006
- Clásica San Sebastián

## Grand-Tour-Platzierungen
| Grand Tour            | 2004 | 2005 | 2006 | 2007 | 2008 | 2009 | 2010 | 2011 | 2012 | 2013 |
| --------------------- | ---- | ---- | ---- | ---- | ---- | ---- | ---- | ---- | ---- | ---- |
| Giro d’ItaliaGiro     | –    | –    | –    | –    | –    | –    | –    | –    | –    | –    |
| Tour de FranceTour    | –    | –    | –    | 46   | 101  | –    | –    | –    | –    | –    |
| Vuelta a EspañaVuelta | 90   | 98   | DNF  | DNF  | 36   | 59   | 104  | –    | 105  | –    |

## Teams
- 2001–2003 ONCE
- 2004–2005 Relax-GAM Fuenlabrada
- 2006–2008 Bouygues Télécom
- 2009–2010 Cervélo TestTeam
- 2011 Geox-TMC
- 2012–2013 Katusha Team